# Jatropha aceroides
Jatropha aceroides là một loài thực vật có hoa trong họ Đại kích. Loài này được (Pax & K.Hoffm.) Hutch. mô tả khoa học đầu tiên năm 1912.